# Norra Bergnäs kapell
Norra Bergnäs kapell är ett kapell som tillhör Arjeplogs församling i Luleå stift. Kapellet ligger vid Bergnäsviken, en del av Sáddájávrre i Piteälven.

## Kyrkobyggnaden
Träkapellet uppfördes 1897 efter ritningar av A G Brodersson och är till sin utformning en förenklad variant av Arjeplogs kyrka. Kapellet är knuttimrat och består av långhus med smalare kor i öster och ett kyrktorn i väster. Taknockarna är dekorerade med drakhuvuden och tornet är dekorerat med ringkors. Ytterväggarna saknar panel.
Kyrkorummets väggar är klädda med panel. I ett utrymme bakom koret är sakristian inrymd.